# Ювеналий (Смирнов)
Ювеналий Смирнов (ум. не ранее 1804) — архимандрит Русской православной церкви, педагог, префект Казанской духовной семинарии, ректор Тамбовской духовной семинарии.

## Биография
О детстве и мирской жизни Ювеналия Смирнова сведений практически не сохранилось, да и последующие биографические данные о нём очень скудны и отрывочны; известно, что с 1772 года состоял законоучителем кадетского корпуса.

Кизический монастырь

В 1774 году отец Ювеналий был избран на должность игумена Зилантова Успенского монастыря в городе Казани, в следующем году был переведен в Кизический Введенский монастырь.
С 1786 по 1787 год Ювеналий был настоятелем Нижнеломовского Казанского Богородицкого монастыря.
23 апреля 1787 года Ювеналий Смирнов был назначен на пост ректора Тамбовской духовной семинарии, но пост этот занимал менее месяца; по прибытии в Тамбов и анализа масштаба работ по строительству корпуса семинарии, подал прошение освободить его от этой должности, что и было сделано уже 18 мая.
В 1802 году переведён в Цареконстантиновский (Волосовский) монастырь Владимирской епархии РПЦ, где и скончался.
Из литературных трудов Ювеналия Смирнова наиболее известны следующие: «Начальное учение риторическое» (М., 1804 год) и слова, произнесенные им при высочайшем дворе 26 ноября 1780 года (СПб., 1780 год), при выпуске кадетов (СПб., 1782 год) и при высочайшем присутствии в придворной церкви (СПб., 1785 год).